# 12 юни
12 юни е 163-тият ден в годината според григорианския календар (164-ти през високосна). Остават 202 дни до края на годината.

## Събития
- 1444 г. – Подписан е Адрианополският мир, който слага край на първия поход на Владислав III Ягело и Янош Хунияди за прогонване на османските нашественици от Европа.
- 1666 г. – Основан е Университета в Лунд, един от най-старите университети в Европа.
- 1701 г. – В Англия официално е забранено католици да заемат британския трон.
- 1776 г. – Вирджиния става първият щат на САЩ, който приема декларация за правата.
- 1839 г. – Абнър Дабълдей формулира основните правила на бейзбола.
- 1842 г. – Георги Раковски и още шестима души са осъдени на смърт за участие в Браилските бунтове (1841 – 1843 г.).
- 1849 г. – Американския изобретател Люис Хаслет патентова праховата маска (респиратор), ранна форма на противогаза.
- 1858 г. – В Санкт Петербург е осветена Катедралата „Св. Исак“.
- 1867 г. – Провъзгласена е Австро-Унгарската империя.
- 1897 г. – Швейцарецът Карл Елзенер патентова джобен нож с приспособления, станал известен като швейцарски армейски нож на фирмата „Victorinox“.
- 1898 г. – Провъзгласена е независимостта на Филипините от Испания.
- 1901 г. – Одобрена е новата Конституция на Куба, с което САЩ има специални права в тази страна. В действителност, това означава създаване на протекторат над Куба от САЩ. Действието на тази конституция е било преустановено през 1925 година.
- 1926 г. – Бразилия напуска Лигата на нациите поради несъгласието си с приемането на Германия.
- 1940 г. – Втората световна война: 13 000 британски и френски военни части се предават на фелдмаршал Ервин Ромел.
- 1945 г. – Във Франция е премахната цензурата на пресата, въведена по време на войната.
- 1947 г. – Започва съдебен процес срещу Петър Коев за създаването на тайната военна организация „Неутрален офицер“.
- 1953 г. – Държавната политехника в София се разделя на четири самостоятелни висши учебни заведения: Висш инженерно-строителен институт (BИСИ), Висш машинно-електротехнически институт (ВМЕИ), Висшия минно-геоложки институт (ВМГИ) и Висш химико-технологически институт (ВХТИ).
- 1955 г. – В Якутия е открито първото крупно местонахождение на диаманти.
- 1963 г. – В Ню Йорк се състои премиерата на филма „Клеопатра“ с Елизабет Тейлър в главната роля.
- 1964 г. – В ЮАР Нелсън Мандела е осъден на доживотен затвор.
- 1964 г. – В Аделаида (Австралия) групата Бийтълс е посрещната от 300 000 фенове.
- 1967 г. – Програма Венера: Изстрелян е съветският космически апарат Венера 4, който впоследствие осъществява първото предаване на информация от друга планета.
- 1970 г. – Британецът Лорънс Оливие става първият актьор в историята, получил благородническа титла.
- 1975 г. – Създаден е Лвовският държавен историческо-архитектурен комплекс.
- 1990 г. – Първият конгрес на народните депутати на Руската федерация приема Декларация за суверенитета на Русия.
- 1991 г. – Борис Елцин печели първите избори за президент на Русия.
- 1991 г. – На референдум жителите на Ленинград е решено възстановяване на старото име на града – Санкт Петербург.
- 1994 г. – С референдум в Австрия е прието членството ѝ в ЕС.
- 2005 г. – Встъпва в длъжност първият президент на Иракски Кюрдистан, Масуд Барзани.
- 2008 г. – Жителите на Ирландия на референдум отхвърлят Договорът от Лисабон – Опростен вариант на Конституция на ЕС.
- 2009 г. – Всички телевизионни станции в САЩ преминават от аналогово към цифрово излъчване.

## Родени
- 1519 г. – Козимо I Медичи, херцог на Тоскана († 1574 г.)
- 1806 г. – Джон Огъстъс Рьоблинг, американски инженер († 1869 г.)
- 1808 г. – Патрис дьо Мак Махон, дук дьо Мажента, маршал на Франция († 1893 г.)
- 1827 г. – Йохана Спири, швейцарска писателка († 1901 г.)
- 1840 г. – Якоб Арбес, чешки писател и журналист († 1914 г.)
- 1844 г. – Джанюариъс Макгахан, американски журналист († 1878 г.)
- 1852 г. – Петър Костич, сръбски просветен деец († 1934 г.)
- 1856 г. – Спиро Гулабчев, български общественик († 1918 г.)
- 1864 г. – Стоян Загорски, български военен деец († 1930 г.)
- 1868 г. – Янко Забунов, български политик († 1909 г.)
- 1872 г. – Борис Сарафов, български революционер († 1907 г.)
- 1888 г. – Карл Пфефер-Вилденбрух, германски офицер († 1971 г.)
- 1889 г. – Гьончо Белев, български писател († 1963 г.)
- 1890 г. – Егон Шиле, австрийски художник († 1918 г.)
- 1897 г. – Антъни Идън, министър-председател на Великобритания († 1977 г.)
- 1898 г. – Иван Миндиликов, общественик, политик и кмет на Плевен († 1944 г.)
- 1899 г. – Фриц Липман, американски биохимик, Нобелов лауреат през 1953 г. († 1986 г.)
- 1904 г. – Атанас Далчев, български поет († 1978 г.)
- 1908 г. – Марина Семьонова, руска балерина († 2010 г.)
- 1908 г. – Ото Скорцени, германски офицер от СС († 1975 г.)
- 1912 г. – Сидер Флорин, български преводач, теоретик на превода († 1999 г.)
- 1921 г. – Ханс Карл Артман, австрийски писател († 2000 г.)
- 1924 г. – Джордж Хърбърт Уокър Буш, 41-ви президент на САЩ († 2018 г.)
- 1929 г. – Ане Франк, холандска еврейка, жертва на Холокоста († 1945 г.)
- 1930 г. – Доналд Бърн, американски шахматист († 1976 г.)
- 1930 г. – Стоян Величков, български кавалджия († 2008 г.)
- 1937 г. – Владимир Арнолд, съветски, руски и френски математик († 2010 г.)
- 1941 г. – Людмила Чешмеджиева, българска оперетна певица
- 1941 г. – Чък Кърия, американски пианист и композитор († 2021 г.)
- 1942 г. – Берт Закман, немски физиолог, Нобелов лауреат през 1991 г.
- 1942 г. – Ахмед Абул Гейт, египетски политик
- 1944 г. – Дойчин Василев, български алпинист († 2024 г.)
- 1945 г. – Найден Андреев, български композитор и аранжор на естрадна музика († 2013 г.)
- 1945 г. – Пат Дженингс, северноирландски футболист
- 1948 г. – Ищван Шандорфи, унгарски художник († 2007 г.)
- 1948 г. – Пламен Сомов, български кинооператор, режисьор и актьор
- 1952 г. – Елефтери Елефтеров, български актьор
- 1962 г. – Пипилоти Рист, швейцарска художничка
- 1963 г. – Игор Джундев, дипломат от Република Македония
- 1964 г. – Паула Маршъл, американска актриса
- 1965 г. – Волфганг Херндорф, немски писател и художник († 2013 г.)
- 1971 г. – Марк Хенри, американски кечист
- 1973 г. – Иван Бедров, български журналист
- 1974 г. – Денис Симачев, дизайнер
- 1975 г. – Кристиан Вигенин, български политик
- 1979 г. – Диего Милито, италиански футболист
- 1981 г. – Адриана Лима, бразилски модел
- 1981 г. – Дейвид Гилбърт, английски професионален играч на снукър
- 1983 г. – Димитриос Мастровасилис, гръцки шахматист
- 1990 г. – Мирослав Кирчев, български гребец
- 1992 г. – Филипе Коутиньо, бразилски футболист

## Починали
- 816 г. – Лъв III, римски папа (* ?)
- 1816 г. – Пиер Ожеро, френски маршал (* 1757 г.)
- 1878 г. – Бенджамин Люис Бонвил, американски офицер (* 1796 г.)
- 1903 г. – Милан Делчев, български революционер (* 1883 г.)
- 1903 г. – Мицо Тенчев, български революционер (* 1880 г.)
- 1912 г. – Фредерик Паси, френски икономист, Нобелов лауреат през 1901 г. (* 1822 г.)
- 1922 г. – Димитър Калевич, български лекар (* 1845 г.)
- 1936 г. – Карл Краус, австрийски публицист и писател (* 1874)
- 1937 г. – Михаил Тухачевски, руски военачалник (маршал на СССР) (* 1893 г. – екзекутиран)
- 1963 г. – Никола Трайков, български дипломат и учен (* 1888 г.)
- 1967 г. – Никола Стоянов, български икономист (* 1874 г.)
- 1971 г. – Натан Акерман, американски психиатър (* 1908 г.)
- 1972 г. – Александър Ковачев, български политик (* 1891 г.)
- 1982 г. – Карл фон Фриш, австрийски зоолог, Нобелов лауреат през 1973 г. (* 1886 г.)
- 1983 г. – Александър Алов, съветски филмов режисьор (* 1923 г.)
- 1983 г. – Норма Шиърър, канадска актриса (* 1902 г.)
- 1987 г. – Апостол Соколов, български футболист (* 1917 г.)
- 1997 г. – Булат Окуджава, руски поет, писател, автор и изпълнител на популярни песни (* 1924 г.)
- 1997 г. – Петер Блос, немски психоаналитик (* 1904 г.)
- 2003 г. – Грегъри Пек, американски актьор (* 1916 г.)
- 2004 г. – Кирил Гюлеметов, български художник (* 1938 г.)
- 2009 г. – Радко Дишлиев, български актьор (* 1951 г.)
- 2009 г. – Феликс Малум Нгакуту, африкански политик (* 1932 г.)
- 2010 г. – Йежи Стефан Ставински, полски сценарист и режисьор (* 1921 г.)
- 2012 г. – Елинор Остром, американски политолог (* 1933 г.)
- 2023 г. – Силвио Берлускони, италиански политик, бивш министър-председател на Италия (* 1936 г.)

## Празници
- Световен ден против детския труд – Отбелязва се от 2002 г. по инициатива на Международната организация на труда.
- Бразилия – Ден на любовниците (подобно на Свети Валентин)
- Парагвай – Ден на мира
- Русия – Ден на Русия (национален празник, празнува се от 1990 г.)
- Филипини – Ден на независимостта (от Испания, 1898 г., национален празник)
- Финландия – Ден на Хелзинки